# Nadav Kander
Nadav Kander, född december 1961 i Tel Aviv, är en israelisk-brittisk fotograf, känd för porträtt- och landskapsbilder.
Nadav Kander växte upp i Sydafrika och flyttade 1982 till Storbritannien, där han satte upp en fotostudio 1986. Han bor i London med fru och tre barn.
Nadev Kander fick Prix Pictet år 2009 för en serie bilder från Chongqing i Kina.

## Fotnoter
1. 1 2  Freebase Data Dumps, Google.[källa från Wikidata]
2. ↑  Tjeckiska nationalbibliotekets databas, NKC-ID: zcu2017965381, läst: 28 januari 2023.[källa från Wikidata]
3. ↑  abART, abART person-ID: 107750, läst: 1 april 2021.[källa från Wikidata]
4. ↑  Om Nadav Kander på alibris webbplats